# Megalognatha reflecta
Megalognatha reflecta es una especie de insecto coleóptero de la familia Chrysomelidae.
Fue descrita científicamente en 1926 por Laboissiere.